# دستگاه حرکتی
دستگاه عصبی حرکتی ، سامانه حرکتی (به انگلیسی: Motor system) همانند دستگاه حسی، شامل یک شبکه پیچیده‌ای از ساختارها(Structures) و راهها(Pathways)در تمام سطوح سیستم عصبی(Nervous system)است.عمل حرکتی ناشی از ارتباط پویا و پیچیده میان عضلات و بخش‌های عصبی است. قسمت‌های مختلفی از مغز، راههای حرکتی فوق نخاعی و نورون‌های حرکتی نخاعی جزو دستگاه حرکتی محسوب می‌شوند.هرگونه ضایعه در هر کدام از این بخش‌ها باعث اختلال حرکتی می‌گردد، که شدت آن به ناحیه آسیب و میزان آن بستگی دارد. البته بخش‌های حسی دستگاه عصبی نیز در عمل حرکتی مشارکت می‌کنند، اگرچه جزو سیستم حرکتی محسوب نمی‌شوند.کنترل حرکتی نتیجه عمل هماهنگ و دوطرفه بخش‌های حسی و حرکتی دستگاه عصبی است.

## اجزای سیستم عصبی حرکتی
مهمترین قسمت‌های عصبی دستگاه حرکتی عبارتنداز:
- قشر مغز (Cerebral cortex).سه ناحیه حرکتی در کورتکس روی کنترل حرکتی اثر می‌گذارند که عبارتنداز:
  - ناحیه حرکتی اولیه [۲]
  - ناحیه پیش حرکتی [۳] یا ناحیه حرکتی ثانویه
  - ناحیه حرکتی تکمیلی [۴]
- راههای فوق نخاعی که شامل:
  - راه هرمی یا راه قشری نخاعی (Pyramidal tract)
  - راه قشری‌پیازی(بصل النخاعی) (Corticobulbar tract)
  - راه‌های خارج هرمی [۵]
- مخچه(Cerebellum) و راههای مربوطه
- عقده‌های قاعده‌ای (Basal ganglia) و راه‌های مربوطه
- نخاع یا طناب نخاعی (Spinal cord)
- نورون‌های حرکتی تحتانی

## راه مشترک نهایی و دستگاه حرکتی
راه مشترک نهایی (به انگلیسی: Final common pathway) که توسط شرینگتون(Sherington)مطرح شد، قسمتی از دستگاه حرکتی یا سیستم عصبی-عضلانی است که در انقباض عضلانی و عمل حرکتی به عنوان مکانیسم مؤثر محیطی نقش دارد.
اجزای راه مشترک نهایی عبارتنداز:
- نورون حرکتی تحتانی آلفا که "آلفا موتور نورون" خوانده می‌شود. این نورون در ناحیه‌ای به نام تماس عصبی عضلانی(Neuromuscular junction)فیبرهای عضلانی را عصب دهی می‌کند. هر آلفا موتور نورون به تعدادی مشخص از فیبرهای عضلانی عصب رسانی می‌کند که این مجموعه، واحد حرکتی(Motor unit)نامیده می‌شود.
- واحد عضلانی.به مجموعه فیبرهای عضلانی که توسط نورون حرکتی آلفا، عصب دهی می‌شوند، یک واحد عضلانی گویند.
- نورون‌های واسطه‌ای در شاخ پیشین(Anterior horn)نخاع.

در عضلات بزرگ(نظیر تیبیالیس قدامی)، یک واحد حرکتی شامل 1000 فیبر عضلانی یا بیشتر است و در عضلات کوچکتر(همانند لومبریکالها)، واحد حرکتی دارای 10 فیبر عضلانی است.
وقتی جریان عصبی به نورون حرکتی آلفا(Alpha motor neuron) می‌رسد، این پیام در ناحیه تماس عصبی-عضلانی(Neuromuscular junction) به واحد عضلانی منتقل می‌شود و بدین ترتیب درصورت تحریک واحدهای حرکتی مؤثر، انقباض عضلات اسکلتی و در نتیجه حرکت ایجاد می‌شود.